# پایان خیابان اصلی
پایان خیابان اصلی جزء نشان‌های بازدارنده یا انتظامی راهنمایی و رانندگی است. راننده در هنگام مشاهده این علامت باید خود را برای به پایان رسیدن خیابان اصلی آماده کند. این نشان در ایران نیز رایج است.